# The Seventh One
A The Seventh One az amerikai Toto együttes hetedik albuma, mely 1988 februárjában jelent meg. Az 1982-es Toto IV után a legjobban fogadott felvétele a bandának a közönség és a szakértői visszhangok szerint. A címadó dal, a The Seventh One, csak az album japán változatán, valamint a Pamela kislemez B-oldalán került kiadásra, az ezt követő években néhány válogatásalbumon is megjelent. Ez volt a második és egyben az utolsó stúdióalbumuk Joseph Williams énekessel, egészen a Toto XIV-ig (2015).

## Felvételek
Steve Lukather, a banda gitárosa, az album írását olyan időszakként jellemezte, amikor a tagok egymást próbálták lenyűgözni a dalírásnál. Az Anna című ballada volt az első befejezett dalok egyike, ezt követte a Pamela, melyet David Paich billentyűs komponált. Az előbbit Lukather és Randy Goodrum jegyzi, és a gitáros az album egyik legjobb számának tartja, utóbbira pedig az 1982-es Rosanna folytatásaként tekintenek sokan. A Home of the Brave szövegének megírásában Jimmy Webb segítette ki az együttest. A Sop Loving You háttérvokáljaiban a Yes énekese, Jon Anderson működött közre.
A The Seventh One felvétele közben jelentette be Steve Porcaro billentyűs, hogy az együttes európai turnéja után kilép a zenekarból. Döntését részben azzal indokolta, hogy dalszerzői hozzájárulásait nem értékelték és nem hangsúlyozták ki eléggé a zenekar anyagain. Azt is hozzátette, hogy a többi tag túlzott alkohol- és drogfogyasztása miatt kellemetlenül érezte már magát. Az album írásában azonban részt vett, stúdiózenészként. Visszautasította azt, hogy részt vállaljon a zenekar további üzleti tevékenységében.

## Fogadtatás
Az albumot a banda és a Columbia Records is erős anyagnak ítélte meg. Éppen ezért az első kislemezt, a Pamelát a kiadó intenzíven reklámozta. A megjelenést követően nem sokkal a Columbia elnöke, Al Teller elhagyta a kiadót. Távozása után a kislemez promóciója visszaesett, befagyott a Billboard Hot 100-as lista 22. helyére, ezt követően gyorsan esett, majd le is került a listáról. A Pamela volt a Toto utolsó top 30-as slágere. Lukather úgy jellemezte a történteket, hogy "ez volt az a pillanat, amikor csillagunk Amerikában elhalványult, és évekbe telt, míg visszanyertük a lendületünket". A The Seventh One volt az első olyan Toto album az 1981-es Turn Back óta, mely kettőnél kevesebb kislemezt fialt az Egyesült Államokban, továbbá ez volt az együttes addigi legrosszabban teljesítő albuma a Billboard listáin.
Európában az első kislemez a Stop Loving You volt, és ezen a kontinensen mind a kislemezek, mind az album jól teljesítettek a különböző listákon. A megjelenést követően a banda teltházas arénakoncerteket adott Európában.
Az európai koncertkörút során Joseph Williams énekteljesítménye visszaesett, feltehetően az alkohol- és kábítószerfogyasztás miatt. A csapat első amszterdami koncertjén, melyet élőben közvetítettek a nemzeti rádióban, Williams nem tudott fellépni. A helyzet végül azzal végződött, hogy a turné után Jeff Porcaro dobos és bandavezető kirúgta a zenekarból Williamset. Ezzel Bobby Kimball és Fergie Fredriksen után Williams lett a Toto harmadik énekese, akinek azért kellett távoznia a zenekarból, mert problémák adódtak az énekteljesítményével. Williams 2010 és 2019 viszont visszakerült a bandába, illetve a 2021-es reaktivizálódást követően is ő az énekes.
Az albumot, a vártnál rosszabban teljesítése mellett is, a mai napig a rajongók és a kritikusok is a Toto egyik legerősebb anyagaként tartják számon.

## Számlista[10]
| 1. | Pamela          | Joseph Williams, David Paich  | 5:09 |
| 2. | You Got Me      | J. Williams, Paich            | 3:10 |
| 3. | Anna            | Randy Goodrum, Steve Lukather | 4:55 |
| 4. | Stop Loving You | Lukather, Paich               | 4:29 |
| 5. | Mushanga        | Jeff Porcaro, Paich           | 5:35 |
| 6. | Stay Away       | Lukather, Paich               | 5:29 |

| Második oldal | Második oldal          | Második oldal                            | Második oldal | Második oldal | Második oldal | Második oldal | Második oldal | Második oldal | Második oldal |
|               | Cím                    | Szerző(k)                                | Hossz         |               |               |               |               |               |               |
| ------------- | ---------------------- | ---------------------------------------- | ------------- | ------------- | ------------- | ------------- | ------------- | ------------- | ------------- |
| 7.            | Straight for the Heart | Williams, Paich                          | 4:09          |               |               |               |               |               |               |
| 8.            | Only the Children      | Lukather, Williams, Paich                | 4:09          |               |               |               |               |               |               |
| 9.            | A Thousand Years       | Mark T. Williams, J. Williams, Paich     | 4:51          |               |               |               |               |               |               |
| 10.           | These Chains           | Lukather, Goodrum                        | 4:57          |               |               |               |               |               |               |
| 11.           | Home of the Brave      | Jimmy Webb, Lukather, J. Williams, Paich | 6:48          |               |               |               |               |               |               |
| 53:44         |                        |                                          |               |               |               |               |               |               |               |

## Közreműködők
Toto:

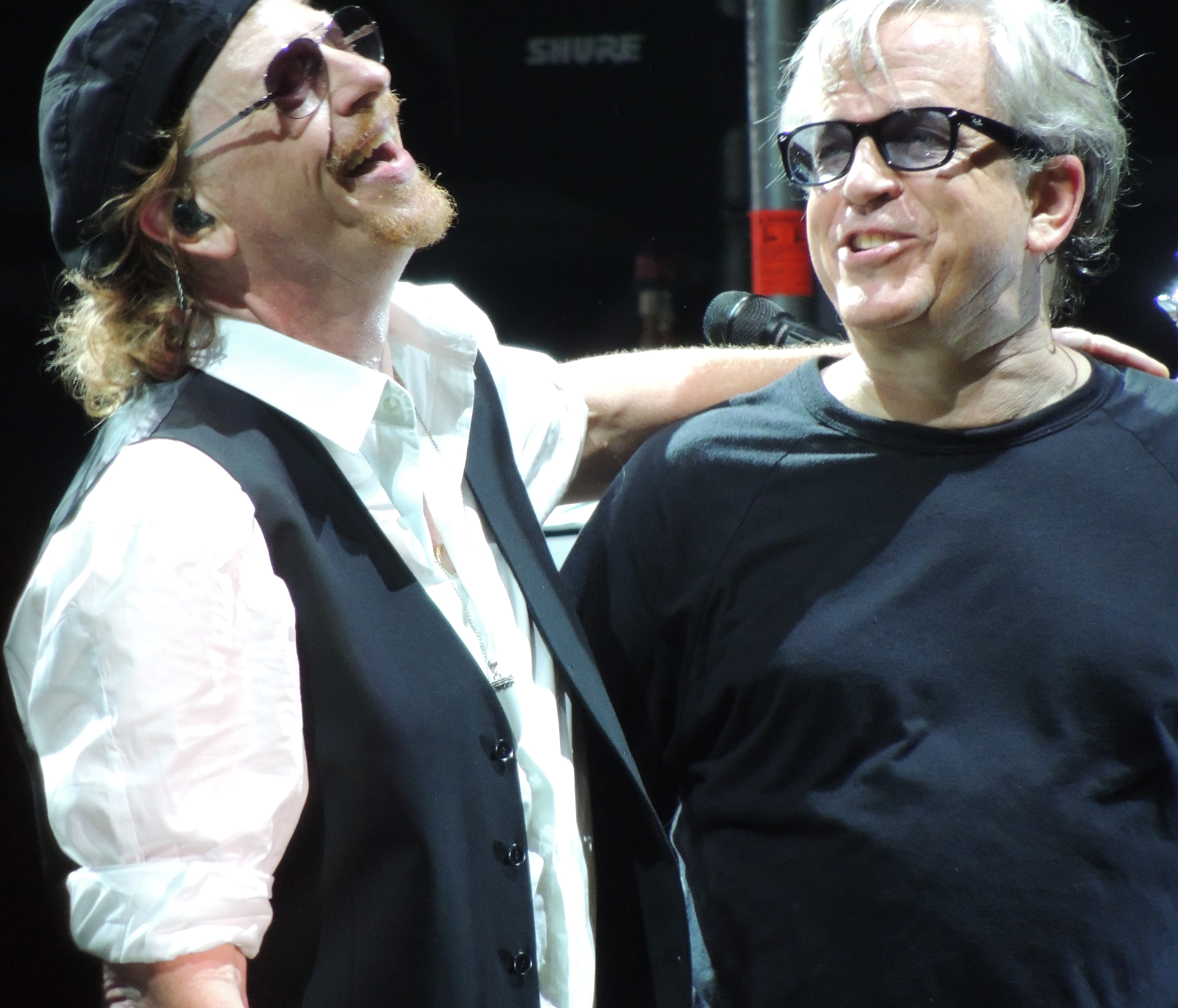
Joseph Williams énekes (balra) és Steve Porcaro (jobbra) a Toto 2013-as orebroi koncertjén

- Joseph Williams énekes (balra) és Steve Porcaro (jobbra) a Toto 2013-as orebroi koncertjén[11]Joseph Williams - ének (1-2., 4-9., 11-12. szám)
- Steve Lukather - gitár, háttérvokál, ének (3. és 10. szám)
- David Paich - billentyűk, háttérvokál, ének (11. szám)
- Mike Porcaro - basszusgitár
- Jeff Porcaro - dob, ütőhangszerek

Stúdiózenész:
- Steve Porcaro - szintetizátor, elektronika (1-11. szám)

Vendégzenészek:
- Tom Kelly - háttérvokál (1. és 8. szám)
- Patti Austin - háttérvokál (2., 5. és 7. szám)
- Jon Anderson - háttérvokál (4. szám)
- Lina Ronstadt - háttérvokál (6.szám)
- Joe Porcaro - vibrafon (1. és 10. szám), ütőhangszerek (3. és 5. szám)
- Lenny Castro - ütőhangszerek
- Jim Keltner - ütőhangszerek (2. szám)
- Michael Fisher - ütőhangszerek (3. és 4. szám)
- Bill Payne - billentyűk
- Andy Narell - steel drums (5. szám)
- David Lindley - hawaii gitár (6. szám)
- Jim Horn - rézfúvósok (1-2., 4. és 10. szám), furulya (5. szám), fuvola (5. szám), szaxofon (7. szám)
- Tom Scott - rézfúvósok (1-2., 4., 10. szám), rézfúvós hangszerelés (1., 4. és 10. szám)
- Jerry Hey - rézfúvósok (1-2., 4. és 10. szám), rézfúvós hangszerelés (2. szám)
- Chuck Findley - rézfúvósok (1-2., 4. és 10. szám)
- James Pankow - rézfúvósok (1-2., 4. és 10. szám)
- Gary Herbig - rézfúvósok (1-2., 4. és 10. szám)
- Marty Paich - vonós hangszerelés (3. szám), karmester (3. és 11. szám)
- James Newton Howard - vonós hangszerelés (3. szám)

## További információ
- https://totoofficial.com/
- https://en.wikipedia.org/wiki/Toto_(band)
- https://en.wikipedia.org/wiki/The_Seventh_One#cite_note-11
- https://christiansmusicmusings.wordpress.com/2020/05/30/what-ive-been-listening-to-toto-the-seventh-one/
- https://en.wikipedia.org/wiki/Jon_Anderson